# Osa (canton)
Osa est un canton (deuxième échelon administratif) costaricien de la province de Puntarenas au Costa Rica (canton numéro 5).

## Géographie
Le canton d'Osa est situé dans le sud-est du Costa Rica, dans la région socio-économique de Brunca. Sa superficie est de 1930.24 km², ce qui en fait le sixième plus grand canton du pays et le deuxième de la province de Puntarenas. Il est bordé au nord par les cantons de Pérez Zeledón et de Buenos Aires, au sud-est par le canton de Golfito et le golfe Dulce et à l'ouest par l'océan Pacifique. Il est divisé en 6 districts. Son chef-lieu est Ciudad Cortés, également connue sous le nom de Puerto Cortés.

Selon le recensement national de 2011, le canton comptait 29 433 habitants, dont 4,1% étaient nés à l'étranger.

Le canton d'Osa est sur le parcours de la route panaméricaine et de l’importante route 34, appelée Carretera Costanera, qui relie San Isidro del General et la capitale du pays, San José.

À Osa se trouvent la mangrove de Térraba-Sierpe, l'une des plus importantes du Costa Rica, ainsi que le parc national marin Ballena et le refuge sauvage de l'île de Caño.

En 2017, Osa est devenu le premier canton du Costa Rica à éliminer le plastique de ses magasins, restaurants, bars et autres lieux, en le remplaçant par d'autres produits biodégradables à base de bambou, de tissu, d'amidons et de céréales.

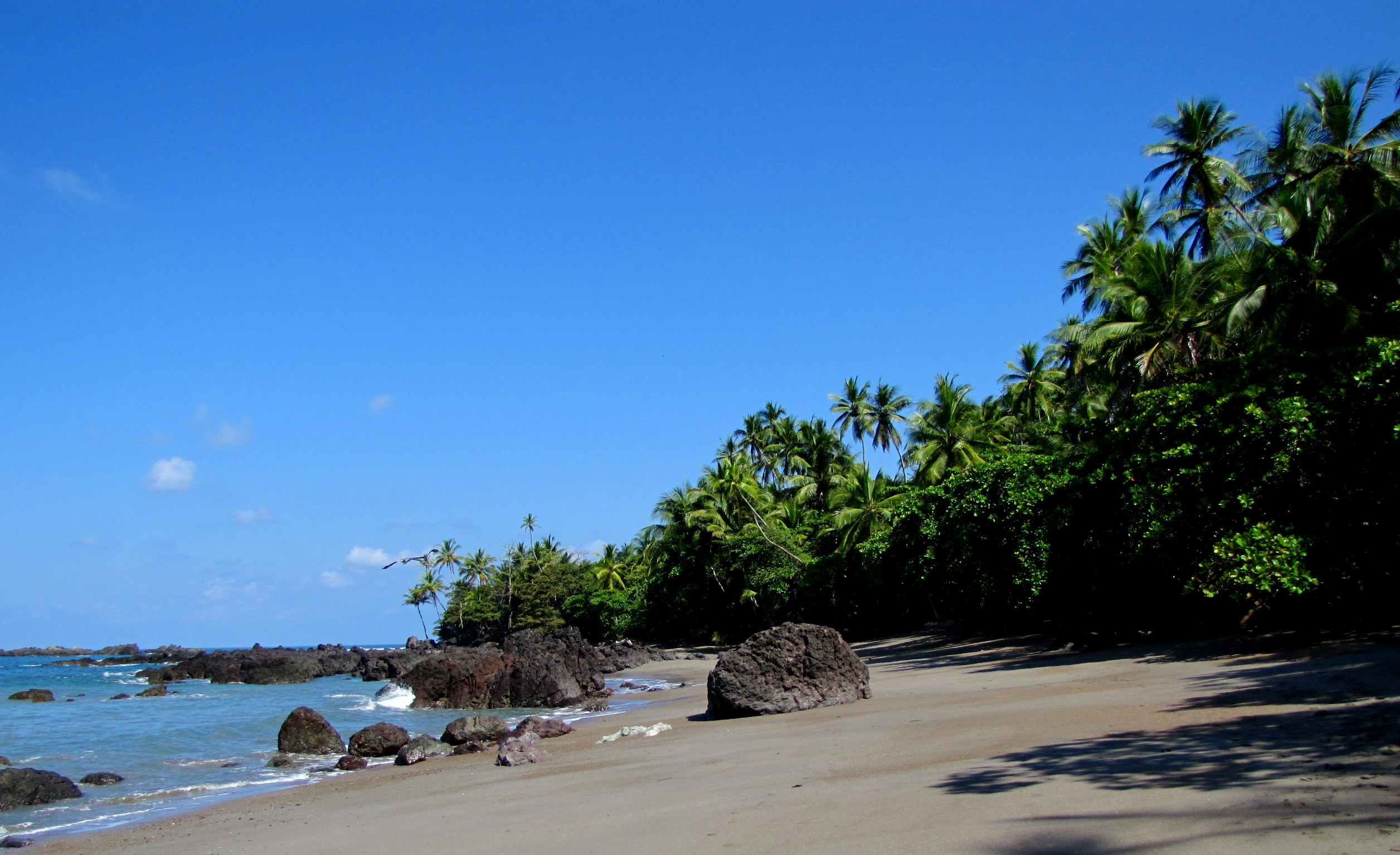
Parc national du Corcovado

## Histoire
La fondation du canton d'Osa date du 26 juin 1914. Son nom est celui d'un cacique amérindien Térraba du XVIe siècle (Réserve indigène de Boruca—Térraba). À l'époque précolombienne, le territoire qui correspond actuellement au canton d'Osa était habité par des Amérindiens du groupe dit de Bruncas. Quatre sites archéologiques contenant des sphères de pierre précolombiennes ont été déclarés sites du patrimoine mondial par l'Unesco.

La découverte de la région a été effectuée par Don Gil González Dávila en 1522.